# بابيلا
بابيلا قرية سورية تتبع ناحية مركز معرة النعمان في منطقة معرة النعمان في محافظة إدلب. بلغ عدد سكانها 5000 نسمة في عام 2009 حسب إحصاء المكتب المركزي للإحصاء.
يوجد قربها موقع أثري.